# Ocke ångsåg
Ocke ångsåg var ett svenskt sågverk i vid Ockesjön i nuvarande Åre kommun i Jämtland.
Ångsågen grundades i byn Ocke 1888 av den skotske timmerentreprenören och skogsägaren Lewis Miller (1848–1909), som också ägde bland andra Trångsvikens såg i Trångsviken, som var i drift 1882–1942..
En hel kåkstad byggdes upp på några år och sågen hade upp till 300 anställda. 
Provinsialläkaren i Mörsil skrev i en rapport till landstinget att Ocke var den osundaste platsen i Jämtland. 
Sågen brann ned 1908, men byggdes upp igen. Den drevs till slutet av 1950-talet. John Ocklind (1889–1980) ombildade företaget till AB Ocke ångsåg 1926, ett företag som fortfarande driver verksamhet som skogsföretag.
I dag står sågverkets pannhus i tegel kvar (2017).